# Flask
Flask（フラスク）は、プログラミング言語Python用の、軽量なウェブアプリケーションフレームワークである。標準で提供する機能を最小限に保っているため、自身を「マイクロフレームワーク」と呼んでいる。Werkzeug WSGIツールキットとJinja2テンプレートエンジンを基に作られている。BSDライセンスで公開されている。

## 概要
Flaskは、標準で提供する機能を最小限に保っているため、自身を「マイクロフレームワーク」と呼んでいる。Flask自身は、他のフレームワークがしばしば持っているような、データベース抽象化レイヤやフォーム値の検証などの機能を持たない。これは、どんなWebアプリケーションにも適合する良い基盤を作るための設計判断だとしている（例えば、テンプレートエンジンはほとんどのWebアプリケーションで有用だが、関係データベース等はすべてのアプリケーションが必要とするものではない）。とはいえ、それらの機能を、あたかもFlaskが元からサポートしているかのように追加できる拡張性も備えている。現段階において、オブジェクトリレーショナルマッパや、フォーム値の検証、ファイルのアップロード、ユーザログイン、種々のオープンな認証技術をサポートする拡張などが第三者によって提供されている。

## 歴史
FlaskはArmin Ronacherによって開発された。彼は『エイプリルフールのジョークとして作ったのだけれど、有名になって、いつのまにか本格的なアプリケーションになってしまった』と述べている。
バージョン0.10で、Python 3に対応した。
FlaskはPython愛好家の間で人気がある。2020年10月現在、GitHub上のPythonのウェブ開発フレームワーク中でDjangoよりわずかに少ない2番目に多いスターを獲得しており、JetBrainsのPython Developers Survey 2018～2023では、最も人気が高いウェブフレームワークになった。

## 機能
- 開発用サーバとデバッガを備える
- テンプレートエンジンとしてJinja2を使用
- RESTfulなリクエストディスパッチ
- 整備されたドキュメント
- 統合されたユニットテストサポート
- メッセージ認証コード付きのセキュアCookieのサポート（クライアントサイドセッションを実現）
- WSGI 1.0 の完全な準拠
- Unicodeベース
- Google App Engine互換
- 機能を追加する各種の拡張が利用可能

## サンプル
以下のサンプルコードは、ルートパスにアクセスすると "Hello World!" を表示するだけのアプリケーションである。
```
from
 
flask
 
import
 
Flask

app
 
=
 
Flask
(
__name__
)

@app
.
route
(
"/"
)

def
 
hello
():

    
return
 
"Hello World"

if
 
__name__
 
==
 
"__main__"
:

    
app
.
run
(
debug
=
False
)

```